# Abigail Spanberger
Abigail Spanberger, née le 7 août 1979 à Red Bank (New Jersey), est une femme politique américaine. Membre du Parti démocrate, elle est élue pour représenter la Virginie à la Chambre des représentants des États-Unis à l'occasion des élections de 2018. Elle ravit le siège au sortant Dave Brat, membre du Parti républicain, avec moins de 2 % de voix d'avance.

## Biographie
Ancien agent du United States Postal Inspection Service (USPIS), pour lequel elle est inspectrice spécialisée dans les produits stupéfiants et le blanchiment, elle rejoint la Central Intelligence Agency (CIA) en 2006.
Peu après son élection au Congrès en 2018, elle fait partie des sept élus démocrates qui acceptent de rencontrer Donald Trump pour mettre fin à l'arrêt des activités gouvernementales. Un éditorialiste du Washington Post, Eugene Joseph Dionne Jr., voit en elle une future étoile montante du Parti démocrate.
D'orientation centriste, Spanberger est engagée sur les questions de sécurité. Elle est membre du caucus dit Problems Solvers, un groupe parlementaire bipartisan qui promeut la coopération entre élus démocrates et républicains. À la suite de mauvais résultats aux élections de 2020 pour les démocrates, où elle-même n'est réélue que de justesse, elle met en cause l'aile gauche du parti, déclarant : « Ne parlez plus jamais de socialisme. Revenons aux fondamentaux »,.
Elle remporte de justesse un troisième mandat au Congrès lors des élections de 2022.
En novembre 2023, elle annonce qu'elle ne sera pas candidate à sa réélection en élections de 2024 afin de se présenter à l'élection gouvernorale de 2025 en Virginie. Elle obtient l'investiture démocrate pour le poste de gouverneur en avril 2025 sans avoir à remporter de primaire, aucun autre candidat démocrate ne s'étant déclaré.